# Берлин, Дмитрий Иванович
Дми́трий Ива́нович Бе́рлин (1904—1980) — советский партийный и государственный деятель, Герой Социалистического Труда (1957).

## Биография
Родился 6 февраля 1904 года в селе Усть-Липянке Нехворощанского района Полтавской области в семье крестьянина-бедняка. В 1926 году был призван в Красную Армию, окончил полковую школу, был помощником командира взвода отдельного Краснознаменного Кавалерийского эскадрона, Третьей Туркестанской Стрелковой дивизии.
C 1928 по 1929 года — член правления и заведующий магазином Каракопинского сельпо, Федоровского района Кустанайской области.
С 1930 по 1949 год — на советской и партийной работе. С 1949 по 1958 год — первый секретарь Тарановского райкома партии Кустанайской области. С 1958 года — заведующий Кустанайским облсобесом, затем председатель обкома профсоюза работников государственных учреждений, инструктор облисполкома. Более тридцати лет жизни отдал хозяйственной, советской и партийной работе.
С 1949 по 1957 год он трудился первым секретарем Тарановского райкома партии. В течение 1954—1955 годов колхозы и совхозы Тарановского района подняли 276 тысяч гектаров целины. Весенний сев 1956 года был завершён за 10 — 15 рабочих дней. При плане 8,2 центнера в среднем по району собрали по 16,8 центнера зерна с гектара на площади в 329 тысяч гектаров. Район засыпал в закрома государства 24,2 миллиона пудов хлеба, выполнив план заготовок на 272,1 процента.
Указом Президиума Верховного Совета СССР от 11 января 1957 года Дмитрию Ивановичу Берлину присвоено звание Героя Социалистического Труда «за особо выдающиеся успехи, достигнутые в работе по освоению целинных и залежных земель, и получение высокого урожая».
До 1963 года все время избирался членом Кустанайского обкома КП Казахстана. С 1963 по апрель 1964 года — председатель обкома профсоюза работников государственных учреждений, Кустанайской области.
С апреля 1964 — по март 1965 года — на пенсии.
С марта 1965 — по июнь 1968 года — инструктор орготдела облисполкома.
С июня 1968 года — на пенсии и внештатный инструктор облисполкома.
Три раза избирался кандидатом в члены ЦК КП Казахстана.
Два раза избирался депутатом Верховного Совета Казахской ССР. Избирался депутатом областного и Кустанайского городского Советов депутатов трудящихся.
Во время партийной работы все время избирался членом райкомов и членом бюро райкомов КП Казахстана, депутатом районных Советов депутатов трудящихся.
Персональный пенсионер Союзного значения.
Умер 12 августа 1980 г. в городе Кустанае. Похоронен на Аллее героев городского кладбища.
Награды
Герой Социалистического Труда, орден Трудового Красного знамени, орден Красной Звезды, медаль «За доблестный труд в ознаменование 100-летия со дня рождения Владимира Ильича Ленина», медаль «За доблестный труд в Великой Отечественной войне 1941—1945 годов», медаль «За освоение целинных земель».